# وانغ جي
وانغ جي (بالصينية: 王杰) (14 يناير 1989 في الصين - ) هو لاعب كرة قدم صيني في مركز الوسط.

## وصلات خارجية
- وانغ جي على موقع قاعدة بيانات كرة القدم.إي يو (الإنجليزية)
- وانغ جي على موقع Soccerway.com (الإنجليزية)